# Ägyptische Schlitznase
Die Ägyptische Schlitznase (Nycteris thebaica), auch Ägyptische Schlitznasenfledermaus, ist eine Fledermausart aus der Familie der Schlitznasen, welche in Afrika beheimatet ist. Der Artname bezieht sich auf die Stadt Theben nahe Luxor in Ägypten, wo die Art durch den Naturforscher Étienne Geoffroy Saint-Hilaire erstmals beschrieben wurde.

## Beschreibung
Die Ägyptische Schlitznase besitzt große, ovale Ohren und einen namengebenden, tiefen Schlitz in der Schnauze, welcher zwischen zwei kleinen Nasenblättern liegt. Der Tragus hat die Form einer umgedrehten Birne. Der Schwanz ist in die Schwanzflughaut eingeschlossen und endet wie bei anderen Vertretern dieser Familie in einem T-förmigen Knorpel, welcher die Schwanzflughaut stützt. Das Fell ist grundsätzlich heller als das anderer Schlitznasen, variierend zwischen staubgrau und einem rötlichen Braun. Der Bauch ist hellgrau bis weiß. Die Fellfärbung variiert nicht geographisch, jedoch wurde beobachtet, dass Individuen aus trockeneren Gebieten grundsätzlich heller sind. Die Unterarmlänge beträgt 39,2–47,4 mm, die Flügelspannweite knapp 30 cm. Männchen sind im Schnitt 8,7 g schwer, das Gewicht der Weibchen liegt bei 9,8 g.

## Lebensweise

### Ernährung
Die Ägyptische Schlitznase besitzt relativ große, breite Flügel, was sie zu einem wendigen Flieger macht. Sie ist wie die meisten Fledermäuse nachtaktiv und ernährt sich von Arthropoden. Dabei ist die Art relativ opportunistisch. Die Beute wird entweder im Flug gefangen oder von Blättern und Boden aufgesammelt. Dabei nutzt die Ägyptische Schlitznase neben Echoortungsrufen auch Geräusche, die durch die Beute produziert wird, wie das Krabbeln auf losen Blättern. Zu den bevorzugten Beutetieren gehören Heuschrecken, Falter und Käfer. Während der Trockenzeit spielen zudem Raupen von Schmetterlingen eine größere Bedeutung in der Ernährung der Ägyptischen Schlitznase. Zudem ist die Wahl der Beute abhängig vom jeweiligen Vorkommen in dem Verbreitungsgebiet, Habitat und Jahreszeit. Man geht davon aus, dass sie zu den migrierenden Fledermausarten gehört, die weite Wanderbewegungen in Kauf nehmen, um geeignetes Futter zu finden.

### Rufe
Die Echoortungsrufe der Ägyptischen Schlitznase sind kurz (< 2 ms), multi-harmonisch und von niedriger Intensität. Wenn sich die Fledermaus einer Beute nähert erhöht sich die Rufrate. Die Rufe beginnen im Frequenzbereich von 97 kHz und sinken dann ab in den Bereich um 61 kHz. Sie sind somit für das menschliche Ohr nicht hörbar. Neben der Echoortung produziert die Ägyptische Schlitznase zwei auch für den Menschen hörbare Ruftypen mit einer Dauer von >40 ms. Einer davon befindet sich im Bereich zwischen 8,8 und 12,6 kHz und wird hauptsächlich in den Kolonien verwendet. Der zweite Ruf beginnt bei 22,1 kHz, sinkt auf 10,1 kHz ab und steigt dann wieder auf die Ausgangsfrequenz. Dieser Ruf wird von den Fledermäusen produziert, wenn sie den Hangplatz verlassen.

### Sozialverhalten
Tagsüber findet man die Ägyptische Schlitznase in künstlichen Strukturen wie Minen, Tunneln, Bunkern, Ruinen, Brunnen und Gruften, jedoch auch an natürlichen Hangplätzen wie in Höhlen, hohlen Bäumen, Felsspalten, sowie in Bauten von Erdferkeln und in Termitenhügeln. Ägyptische Schlitznasen bilden oft Kolonien von mehreren tausend Individuen. In Südafrika findet man die Art in Höhlen oft zusammen mit anderen Fledermäusen wie Myotis tricolor, der Gewöhnlichen Rundblattnase (Hipposideros caffer), Rhinolophus simulator, R. clivosus, die Blasius-Hufeisennase (Rhinolophus blasii), und Langflügelfledermäusen (Gattung Miniopterus). In der Demokratischen Republik Kongo teilt sich die Ägyptische Schlitznase den Hangplatz zudem gelegentlich mit Rhinolophus swinnyi, in Ostafrika mit dem Nilflughund (Rousettus aegyptiacus) und Taphozous perforatus, in Malawi mit Rhinolophus fumigatus, in Senegal mit der Großohr-Schlitznase (Nycteris macrotis) sowie in Ägypten mit Asellia tridens.

### Fortpflanzung
Ägyptische Schlitznasen können in tropischen Gebieten mehrmals im Jahr trächtig werden, während Populationen in den Subtropen und in Gebieten mit gemäßigtem Klima monoöstrisch sind. Die Weibchen bringen nach einer Tragzeit von etwa 5 Monaten in gemäßigten Gebieten und 2,5 bis 3 Monaten in tropischen Gebieten jeweils ein einziges Jungtier zur Welt. Neugeborene wiegen im Schnitt 6,0 g und werden von den Weibchen während der Futtersuchflüge an den Zitzen hängend mitgenommen.

## Verbreitung und Lebensraum
Die Ägyptische Schlitznase kommt in weiten Teilen Afrikas, der Arabischen Halbinsel und in Israel vor. Man findet sie in einer Vielzahl von Habitaten, wie in Savannen, Waldland und Regenwald. Die Art wird von der IUCN als ungefährdet eingestuft.